# 庫日米爾鄉
44°12′N 22°56′E / 44.200°N 22.933°E
庫日米爾鄉（羅馬尼亞語：Comuna Cujmir, Mehedinți），是羅馬尼亞的鄉份，位於該國西南部，由梅赫丁茨縣負責管轄，處於布加勒斯特以西250公里，每年平均降雨量1,043毫米，海拔高度64米，2007年人口3,667。